# 제43회 카를로비바리 국제 영화제
제43회 카를로비바리 국제 영화제는 2008년 7월 4일에 열린 시상식이다.

## 수상 및 후보

### 대상(장편)
- 무서운 행복 - 헨리크 루벤 겐즈 수상

### 심사위원특별상(장편)
- 사진 - 난 트리베니 아크나스 수상

### 감독상(장편)
- 스나이퍼 - 알렉세이 유치텔 수상

### 여우주연상(장편)
- 밤 올빼미 - 미카엘라 파브라토바 수상

### 남우주연상(장편)
- 밤 올빼미 - Jiří Mádl 수상

### 심사위원특별언급(장편)
- 카라마조비 - 피터 젤렌카 수상
- The Investigator - Attila Gigor 수상

### 다큐멘터리상(30분이하)
- Lost World - Gyula Nemes 수상

### 다큐멘터리상(30분이상)
- 맨 온 와이어 - 제임스 마쉬 수상

### 심사위원특별언급(다큐멘터리)
- 비거, 스트롱거, 패스터 - 크리스 벨 수상

### East of the West부문(장편)
- 툴판 - 세르게이 드보르세보이 수상

### East of the West부문(심사위원 특별언급)
- Seamstresses - Lyudmil Todorov 수상

### 관객상
- 12명의 배심원 - 니키타 미할코프 수상

### 유럽영화상
- 카라마조비 - 피터 젤렌카 수상

### 에큐메니칼 심사위원상
- Bahrtalo! (Good Luck!) - Róbert Lakatos 수상

### 영화제 위원장상
- 로버트 드 니로 수상
- Dušan Hanák 수상
- Juraj Jakubisko 수상
- 이반 패저 수상

### 카를로비바리 상
- 대니 글로버 수상
- 크리스토퍼 리 수상
- 아민 뮬러-스탈 수상